# Jackson Villar
Jackson Villar é um empresário brasileiro e militante de extrema-direita. Foi candidato a deputado federal nas eleições gerais de 2022, pelo partido Republicanos. Villar ganhou notoriedade ao organizar manifestações de motociclistas, conhecidas como 'motociatas', em apoio a Jair Bolsonaro. Ele é dono de um loja de móveis na Zona Sul de São Paulo, Capão Redondo. É irmão do cantor gospel Jonas Villar.
Villar já teve episódios de desentendimento com o governismo bolsonarista, quando criticou o fundo eleitoral aprovado por deputados governistas, e especialmente após as manifestações de 7 de setembro de 2021, por perceber um recuo do presidente Bolsonaro, ao emitir um comunicado em que afirmava não ter intenção de "agredir quaisquer dos Poderes" da República. Jackson afirmou se sentir traído naquele momento. Não obstante, ele retornou logo após a organizar eventos bolsonaristas.
O militante conclamou seus seguidores, em diversos momentos, à cometer atos de violência contra pessoas de esquerda, como também contra cientistas políticos. Ele falou, além disso, sobre quebrar urnas eletrônicas.
Ele mostrou quem realmente era após o Lula vencer as eleições e propôs o Acelera para Cristo 3 em 2024 com o atual presidente, deu parabéns à ele, ao Haddad e ao Geraldo Alckmin. Depois em mais uma traição ainda disse que convidou a outra alma sebosa que nunca respeitou o nome de Jesus Cristo nas edições anteriores, referindo-se ao Jair Messias Bolsonaro. Vídeo do Jackson Villar sobre o Acelera para Cristo 3 em 2024 com o Lula.

## Motociatas
Jackson foi organizador das duas edições das manifestações de motociclistas pró-bolsonaro organizadas em São Paulo, o evento era também conhecido como 'Acelera para Cristo', e contava com um comício de pastores evangélicos ao final do trajeto - que contam com a presença de figuras como o Silas Malafaia, Estevam Hernandes e Claúdio Duarte. Villar nunca revelou o financiamento das motociadas, comentando apenas o apoio de empresários, como ele próprio, e o dono da marca de suplementos 'Black Skull', Marcello Bella.

## Ameaças a Jornlistas
Jackson fez diversas ameaças a jornalistas da Agência Pública devido a uma reportagem sobre os grupos de telegram mantidos pelo empresário. Ele ameaçou fisicamente e verbalmente o jornalista Thiago Domenici, e orquestrou ações para tentar derrubar as contas das agência em redes sociais.

## Participação nas manifestações golpistas
Jackson Villar é articulador de diversos grupos de extrema direita no Telegram que tem sido locais de organização dos bloqueios e movimentações golpistas desde a noite de encerramento das eleições presidenciais. Nesses grupos, Villar publicou várias gravações onde propõem ações para contestar os resultados das eleições, entre elas a organização de uma suposta 'eleição paralela'. Afirma, também, a necessidade de realizar atos de violência contra pessoas de esquerda. Dois de seus grupos do telegram foram banidos logo no dia 1 de novembro, por decisão do Tribunal Superior Eleitoral, em razão da proliferação de notícias falsas e articulação de apoio aos bloqueios que começavam a ser organizados. Villar buscava arrecadar valores via Pix, para uma conta sob o CNPJ da 'Associação Mensagem de Esperança Campinas', no nome de Celina do Carmo Vaz Quesada, sogra dele. A associação é a mesma que vendia ingressos nas motociatas e arrecadava valores entre os participantes, pertence a igreja Assembleia de Deus Bom Retiro, e chegou a ser investigada por caixa dois.
O militante tentou 'driblar' a determinação judicial, organizando outros grupos na mesma plataforma. Nesse espaço foi dado continuidade à divulgação dos pontos de bloqueios e articulação de apoio material, como também à circulação de vídeos com ameaças direcionadas, como ao ministro Alexandre de Moraes, que foi mencionado num vídeo que defendia “meter bala na cabeça do Xandão”.

## Arrependimento
Em vídeo publicado no dia 18 de julho de 2023, ao comparar preços atuais com os praticados no governo anteior,  Villar demonstra indignação e arrependimento por ter apoiado Bolsonaro e Paulo Guedes